# Lilium 'Pink Brilliant'
Lilium 'Pink Brilliant' — сорт лилий из группы LO-гибриды VIII раздела по классификации третьего издания Международного регистра лилий.

## Биологическое описание
Стебли 90—110 см высотой, зелёного цвета.
Листья тёмно-зелёные, 170—210×30—70 мм.
Цветки 260 мм шириной.
Лепестки загнутые, по краю слегка волнистые, пурпурно-красные, внешний край и горло желтовато-белые, центральная жилка у основания жёлто-зелёная, сосочки насыщенно пурпурно-красные. Размеры лепестков: 150 × 60—70 мм.
Нектарники жёлто-зелёные.
Пыльца ярко-оранжево-жёлтая.

## В культуре
Lilium 'Pink Brilliant' используется, как декоративное садовое растение, а также для срезки.
Зоны морозостойкости: 4a—9b.